# Chota Nagpur
Chota Nagpur (även Chutia Nagpur), en högplatå i Indien, tidigare en division i brittisk-indiska provinsen Bengalen, 69 841 km², 4 900 429 invånare (1901). Området ligger i huvudsak i nuvarande delstaterna Chhattisgarh och Jharkhand.
Landet är en skogklädd platå mellan Ganges, Sonflodens och Mahanadis floddalar. Klimatet är torrt och hälsosamt, jordens fruktbarhet jämförelsevis ringa, stora sträckor upptas av skogsbackar och djungler. Skogarna lämnar värdefulla träslag; järn och stenkol förekommer. Befolkningen är mestadels hinduer. Kristna missioner ha varit mycket verksamma, varför antalet kristna är större än i någon annan del av Indien. Landet var delat i fem brittiska distrikt och nio vasallstater. De förra var Hazaribagh, Lohardaga, Palamau, Manbhum och Singhbhum, de senare Sarguja, Gangpur, Udaipur, Jashpur, Bonair, Korea, Chang Bhakar, Kharsawan och Seraikella. Lydstaternas sammanlagda areal var 41 580 km² med 982 439 invånare (1901).